# Стивен Харпер
Стивен Џозеф Харпер (енгл. Stephen Joseph Harper, Торонто, Канада, 30. април 1959) је бивши, 22. по реду премијер Канаде и бивши вођа Конзервативне партије Канаде.
Некадашњи је вођа опозиције у Дому комуна, доњем дому канадског Парламента. Након избора 23. јануара 2006. године је постао службени мандатар за састав новог Кабинета Канаде.

## Биографија
Стивен Харпер је рођен у Торонту, а у младости се запослио у нафтној индустрији у провинцији Алберти. Тамо је похађао Универзитет у Калгарију, где је магистрирао економију.
За време школовања подржавао је Либералну партију и био је члан њене омладинске организације. Но његов боравак у Алберти и искуства у нафтној индустрији натерали су га да одбаци либерале и њихову енергетску политику, па се средином 1980-их придружио тадашњој Прогресивној конзервативној партији. Врло брзо се разочарао и у њих те је 1987. године био један од учесника оснивачке скупштине десничарске Реформске партије, која се залагала за већу аутономију западних провинција у оквиру Канадске конфедерације.
Харпер се први пут за Парламент такмичио 1988. године, али је поражен од стране конзервативног кандидата. Године 1993. изабран је за посланика изборне јединице Калгари Вест. Због ставова које је држао екстремним,с временом се почео ограђивати од Реформске странке, па је улагао напоре да се Прогресивна конзервативна партија, готово потпуно збрисана на изборима 1993. године, и Реформска странка уједине како би створиле десну алтернативу доминирајућим либералима.
Ти напори нису уродили плодом, али се Харпер укључио у рад Канадске алијансе, нове странке која је ујединила бивше чланове Реформске и десне чланове Прогресивне конзервативне странке. Године 2002, на страначким изборима поразио је лидера Алијансе Стоквела Деја и постао нови вођа странке.
У октобру 2003. године, дуги и напорни преговори између Прогресивне странке и Канадске алијансе коначно су окончани стварањем нове Конзервативне странке. Харпер је на унутарстраначким изборима 20. марта 2004. године постао вођа нове странке. Ту је странку предводио на изборима 2004. године и, упркос поразу, добио је похвале због повећања броја десничарских посланика.
На изборима 2006. године либерали су се у својој кампањи жестоко обрушили на њега настојећи да га представе као екстремног десничара. Упркос томе, његови конзервативци су освојили релативну већину у Дому комуна, доњем дому Парламента Канаде.
Дана 6. фебруара 2006. године је преузео дужност премијера Канаде. На том положају задржао се све до 2015. године, кад је изгубио на изборима, а на месту премијера Канаде заменио га је Џастин Трудо.
Стивен Харпер је у браку с Лорин Теки, бившом активисткињом Реформске странке, са којом има двоје деце.